# ۱۶۵ (پیش از میلاد)
سال ۱۶۵ (پیش از میلاد) ۱۶۵مین سال قبل از تقویم میلادی است.